# Петро Браницький

Герб Корчак

Петро Франциск Браницький герба Корчак (? — 20 березня) / 14 лютого 1762, Львів) — польський шляхтич, військовик, урядник Речі Посполитої. Представник роду Браницьких.
Посади, звання: ротмістр панцерної коругви, полковник Й. К. М., галицький хорунжий, староста бервальдзький, брацлавський каштелян. Дружина — Валерія Меланія Шембек, донька Петра Войцеха — бургграфа Кракова, освенцимського каштеляна. Діти:
- Францішек Ксаверій Браницький — великий гетьман коронний, генерал від інфантерії (російський).
- Ельжбета (бл. 1734 — Кодень, 3.IX.1800) — дружина Яна Юзефа Каласантія (1734—1761), розлучились 1756 року, та Яна (пом. 13.IX.1757) Сапіг; збудувала в околицях Коденя палац Плаценція (пол. Placencja).

- Єдиний син Ельжбети та Яна — Кази́мир Нестор Сапіга (1757-1798), маршалок литовського сейму (1788—1792), один з творців нової конституції Речі Посполитої (3 травня 1791).

У костелі кармелітів босих Львова були барокова епітафія з чорного мармуру з портретом шляхтича саської доби та довгим віршем польською мовою, який починався рядками: 
DOM  
 Tu leżę Piotr Branicki, człowiek zbyt ułomny, 
 Cały czas życia swego do rozpusty skłonny;  
 Wyznaję, żem zaciągnąłKsiążnica-Atlas, 1925 - 273  na siebie karanie, 
 Kto przeczytasz, proś Boga o ulitowanie, 
 Nieprzyszedł bowiem Chrystus usprawiedliwionych 
 Lecz przygarnąć do siebie grzechem obciążonych. 
 ... 
 AD 1762 D 14 m Febr 